# Курпские высоты
Курпские высоты (кабард.-черк. КурпI лъэгапIэ) — горный хребет в Центральном Предкавказье, в системе Терско-Сунженской возвышенности. Является северным отрогом Кабардино-Сунженского хребта, который соединяет его с Терским хребтом на севере.